# Aleksandar Tesla
Aleksandar Tesla (* 29. August 1973 in Frankfurt am Main) ist ein deutscher Schauspieler.

## Leben
Teslas Eltern stammen aus Jugoslawien. Sie kamen in den 1960er Jahren nach Frankfurt am Main, wo sie sich kennenlernten und ineinander verliebten. Seine Mutter ist Slowenin, sein Vater Serbe. Tesla wuchs dreisprachig (Slowenisch, Serbokroatisch, Deutsch) in Frankfurt am Main auf. Seit 1997 ist Tesla deutscher Staatsbürger.
Erste schauspielerische Erfahrungen sammelte er im Schülerclub des Schauspiels Frankfurt. Er begann zunächst ein Studium der Betriebswirtschaftslehre, das er jedoch 1996 zugunsten der Schauspielerei abbrach. Er absolvierte dann von 1996 bis 2000 seine Schauspielausbildung am Max Reinhardt Seminar in Wien. Von 2000 bis 2005 war er festes Ensemblemitglied am Nationaltheater Weimar. 2004 spielte er in einer Freilichtaufführung auf dem Schweizer Rütli die Rolle des Arnold von Melchthal in Schillers Schauspiel Wilhelm Tell in einer Inszenierung des Nationaltheaters Weimar von Stephan Märki. Weitere Theaterengagements hatte er am Staatsschauspiel Dresden (Spielzeit 2005/06), am Staatstheater Stuttgart (Spielzeit 2005/06), am Schauspielhaus Bonn (Spielzeit 2006/07), am Theater Magdeburg (Spielzeit 2007/09), am BAT-Theater in Berlin (2008) und am Düsseldorfer Schauspielhaus (2011/12; als Jason in Medea; Regie: Sarantos Zervoulakos).
2010 spielte er am Berliner Theater Ballhaus Naunynstraße in einer Bühnenfassung von Orhan Pamuks Roman Schnee, unter der Regie von Hakan Savaş Mican; seine Partner waren u. a. Godehard Giese und Sesede Terziyan.
Sein Kino-Debüt hatte er bereits 2001 mit einer kleinen Rolle in dem Film Taking Sides – Der Fall Furtwängler von István Szabó. 2008 drehte er den Spielfilm Entzauberungen (Arbeitstitel: Rheingold), für den er 2010 beim Filmfest München als „Bester Darsteller“ nominiert wurde. In dem Kinofilm Lena will es endlich wissen (2011) von Edwin Brienen spielte er die Rolle des „exzentrischen“ Klaus Neumann, der die junge Schauspielerin Lena „zur Selbstreflexion zwingt und verwirrt zurücklässt.“
In der ZDF-Fernsehserie Küstenwache hatte er 2014 eine Episodenhauptrolle, als Russe Alexej Vaschenko, der vermeintlich auf der Flucht vor dem russischen Militärdienst ist.
In dem Tatort-Krimi Borowski und das Meer war er im März 2014 in der Rolle des eleganten Auftragskillers Fred Pollack zu sehen. Für seine „kühl-trockene“ Darstellung erhielt Tesla sehr gute Kritiken. In dem Tatort-Krimi Das Muli, dem ersten Fall des im März 2015 neu eingeführten Berliner Ermittlerteams Nina Rubin (Meret Becker)/Robert Karow (Mark Waschke) hatte er die Rolle des Dr. Viktor Rubin. Er spielte den aus Russland stammenden, jüdischen Ehemann der Ermittlerin, einen Facharzt an der Charité. Die Rolle übernahm Tesla auch in den weiteren Tatort-Filmen des Ermittlerteams Rubin/Karow.
In dem Fernsehkrimi Wer Wind sät (2015), dem fünften Fall der ZDF-Krimireihe Der Taunuskrimi, verkörperte er Jannis Theodorakis, den zweiten Vorsitzenden einer Bürgerinitiative gegen Windkraftanlagen im Taunus. Im Februar 2016 war Tesla in der ZDF-Serie Die Spezialisten – Im Namen der Opfer in einer Episodenrolle zu sehen; er spielte den Diskotheken-Besitzer und DJ André Voss. In der 7. Staffel der ZDF-Serie Letzte Spur Berlin (2018) übernahm Tesla eine Episodenhauptrolle, als tatverdächtiger, aus dem Märkischen Viertel stammender Jugendfreund eines ermordeten Sternekochs. Im Oktober 2018 war Tesla in der neu auf Das Erste ausgestrahlten TV-Serie Die Heiland – Wir sind Anwalt in einer Episodenrolle als Kfz-Werkstattbesitzer André Schulz, der an Drogengeschäften beteiligt ist, zu sehen. In der 4. Staffel der ARD-Fernsehserie Die Kanzlei (2019) hatte Tesla ebenfalls eine der Episodenrollen als jähzorniger und cholerischer Angeklagter. In der 13. Staffel der ZDF-Serie Notruf Hafenkante (2019) übernahm Tesla eine der Episodenhauptrollen als Marcel Radu, der Chef einer rumänischen Bettlerbande. In der 11. Staffel der ZDF-Serie SOKO Stuttgart (2019) hatte Tesla eine Episodenhauptrolle als tatverdächtiger Prokurist und Controller einer Stuttgarter Getränkefirma. In der sechsteiligen ZDFneo-Serie Unbroken (2021) spielte er Radu Motrescu, den Geschäftsführer einer dubiosen rumänischen Kinderwunsch-Agentur.
2007 zog Tesla nach Berlin-Kreuzberg. Er lebt aktuell (Stand: März 2018) mit seiner Lebensgefährtin in Berlin. Er ist Vater einer Tochter.

## Filmografie (Auswahl)
- 2001: Taking Sides – Der Fall Furtwängler (Kinofilm)
- 2004: Wilhelm Tell (Theateraufzeichnung; Nationaltheater Weimar)
- 2009: Hab keine Angst mein Herz (Kurzfilm)
- 2010: Entzauberungen (Kinofilm)
- 2011: Lena will es endlich wissen (Kinofilm)
- 2012: Die Rollen der Vernesa B. (Kurzfilm)
- 2013: Brueder (Kurzfilm)
- 2014: Küstenwache (Folge: Wink des Schicksals) (Fernsehserie)
- 2014: Ein starkes Team – Späte Rache (Fernsehserie)
- 2014: Tatort – Borowski und das Meer (Fernsehreihe)
- 2015: Nachspielzeit (Fernsehfilm)
- 2015: Tatort – Das Muli (Fernsehreihe)
- 2015: Wer Wind sät – Ein Taunuskrimi (Fernsehreihe)
- 2015: Tatort – Ätzend (Fernsehreihe)
- 2015–2016: Matterns Revier (Fernsehserie)
- 2016: Die Spezialisten – Im Namen der Opfer (Fernsehserie, Folge: Party)
- 2016: Tatort – Wir – Ihr – Sie (Fernsehreihe)
- 2016: Tatort – Dunkelfeld (Fernsehreihe)
- 2017: Tatort – Amour Fou (Fernsehreihe)
- 2018: Letzte Spur Berlin (Fernsehserie, Folge: Küchenschlacht)
- 2018: Die Heiland – Wir sind Anwalt (Fernsehserie, Folge: Gefahr in Verzug)
- 2019: Die Kanzlei (Fernsehserie, Folge: Exzess)
- 2019: Notruf Hafenkante (Fernsehserie, Folge: Auf der Straße)
- 2019: SOKO Stuttgart (Fernsehserie, Folge: Der Pechvogel)
- 2021: Unbroken (Fernsehserie)
- 2022: Notruf Hafenkante (Fernsehserie, drei Folgen: Kontrollverlust, Nulllinie, Showdown)
- 2023: Alarm für Cobra 11 – Die Autobahnpolizei (Fernsehserie, Folge: Machtlos)